# Boss Hog
Boss Hog est un groupe de punk blues américain, originaire de New York. Son leader est Jon Spencer de Jon Spencer Blues Explosion. Si l'on considère les notoriétés respectives de Boss Hog et de Jon Spencer Blues Explosion, ainsi que la personnalité charismatique de Jon Spencer, Boss Hog peut être considéré comme un side-project de Jon Spencer. Toutefois, Boss Hog est bien plus qu'un à-côté, notamment grâce à la personnalité de Cristina Martinez, compagne de Jon Spencer et âme véritable de Boss Hog.

## Biographie
Cristina Martinez et Jon Spencer se sont connus en 1985 lors d'un concert de The Jesus and Mary Chain, à Washington, alors que Jon Spencer vient tout juste d'abandonner ses études universitaires.
Quant à elle, Cristina Martinez suit des cours de cinéma à l’Université de New York mais laisse tomber ses études pour jouer de la guitare dans le groupe Pussy Galore, dans lequel officiait déjà Jon Spencer, jusqu’à ce qu'elle s'en éloigne progressivement, pensant à monter son propre groupe.
La création de Boss Hog se fera quelque peu dans l'urgence.  En 1989, Cristina Martinez est contactée par la célèbre salle de concert new-yorkaise, le CBGB's, pour remplacer au pied levé un groupe qui vient de se décommander. Cristina regroupe alors quelques musiciens qui composeront la formation originelle de Boss Hog. Parmi eux on retrouve Jon Spencer mais aussi des membres de Pussy Galore, de The Honeymoon Killers et d'Unsane. L'attention se porte immédiatement sur ce tout nouveau groupe dès ce premier concert, la performance scènique de Cristina Martinez chantant complètement nue durant tout le concert n'y étant pas étrangère. Elle recommencera ces performances nues à de nombreuses occasions, lors des premiers concerts de Boss Hog. Même si depuis, Cristina Martinez chante habillée en concert, ses performances scèniques restent malgré tout très sensuelles, ainsi que ses apparitions sur les pochettes des albums du groupe.
Le groupe enregistre alors son premier EP, Drinkin', Lechin' & Lyin', et, un an plus tard, son premier album, Cold Hands, qui reçoivent tous deux un accueil plutôt chaleureux de la part de la critique et du public.
Toutefois, des tensions incessantes malmènent les relations entre les membres du groupe et cette formation initiale de Boss Hog ne tarde pas à exploser.Cristina et Jon cherchent alors de nouveaux musiciens : ce sera le bassiste allemand Jens Jurgensen, alors étudiant aux beaux-arts et Hollis Queens à la batterie.
Avec la sortie de l’album éponyme Boss Hog, la renommée du groupe commence à grandir notamment au niveau international. Un des attraits de Boss Hog réside dans le duo que forment Cristina Martinez et Jon Spencer, mari et femme à la ville, et qui dégagent une puissance charismatique et sensuelle telle que certains critiques ont pu parler de sexy-rock pour qualifier la musique de Boss Hog. Des parallèles ont pu être faits aussi avec le couple Kurt Cobain - Courtney Love, certains commentateurs parlant de Spencer et de Martinez comme d'une version brune de Cobain et Love, pour des raisons tenant à la fois à leurs musiques, leurs charismes, leurs caractères et leurs côtés sex-symbols du rock.
Le groupe enregistre alors l'arrivée de Mark Boyce aux claviers. L'album Whiteout, sorti un an après la naissance du premier enfant de Jon Spencer et de Cristina Martinez, a encore augmenté encore leur notoriété, même si, pour le grand public, Boss Hog reste toujours dans l'ombre de Jon Spencer Blues Explosion. Il est indéniable d'ailleurs que le groupe est mis entre parenthèses lors des périodes de grande activité de Jon Spencer Blues Explosion.

## Discographie

### Albums
- Cold Hands - 1990
- Boss Hog - 1995
- Whiteout - 2000
- Brood X - 2017

### EP
- Drinkin', Lechin' & Lyin' - 1989
- Girl Positive - 1993

### Singles
- Action Box - 1990
- I Dig You - 1996
- Porn 4 - 1996
- Winn Coma - 1996
- Whiteout -  2000
- Old School - 2000
- Get It While You Wait - 2000
- Itchy & Scratchy - 2000